# Junker (Phổ)

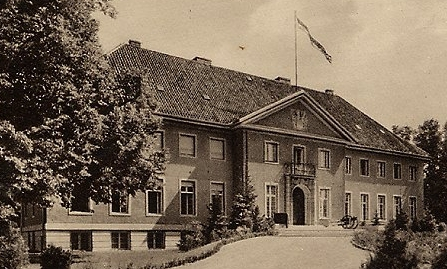
Tòa nhà của nông trại Neudeck, Đông Phổ (ngày nay Ogrodzieniec, Ba Lan), được biếu cho tổng thống đế chế Paul von Hindenburg vào năm 1928

Ở Phổ, Junker (tiếng Đức: [ˈjʊŋkɐ]) là thành viên của những địa chủ quý tộc của vương quốc Phổ từ thế kỷ 19. Những địa chủ này có những ruộng đất rộng lớn mà được chăm sóc bởi những người bần cố nông có ít quyền lợi. Họ là một trong những nhân tố quan trọng ở Phổ, và sau 1871, họ lãnh đạo quân đội, chính trị và ngoại giao Đức. Junker nổi tiếng nhất là thủ tướng Otto von Bismarck. Sau thế chiến thứ hai, những người mà sống ở các tỉnh phía đông hoặc là bị nhập vào Ba Lan, hay Liên Xô hay trở thành vùng đất của Đông Đức, thường bỏ chạy sang sống ở Tây Đức, khi đất đai của họ bị tịch thu. Ở Tây và Nam Đức, đất đai thường được làm chủ bởi các nông dân độc lập nhỏ, hoặc là trộn lẫn giữa các nông dân nhỏ và các ông chủ đồn điền, khác hẳn với sự vượt trội của chủ đất rộng lớn ở phía Đông.